# تپه لر
تپه لر مربوط به دوره ساسانیان است و در شهرستان خدابنده، بخش مرکزی، روستای رباط واقع شده و این اثر در تاریخ ۲۴ تیر ۱۳۸۲ با شمارهٔ ثبت ۹۱۹۲ به‌عنوان یکی از آثار ملی ایران به ثبت رسیده است.